# 1999 HG12
1999 HG12, também escrito como 1999 HG12, é um objeto transnetuniano (TNO) que está localizado no cinturão de Kuiper, uma região do Sistema Solar. Este corpo celeste está em uma ressonância orbital de 4:7 com o planeta Netuno. Ele possui uma magnitude absoluta (H) de 7,2 e, tem um diâmetro estimado com cerca de 160 km, por isso é pouco provável que possa ser classificado como um planeta anão, devido ao seu tamanho relativamente pequeno.

## Descoberta
1999 HG12 foi descoberto no dia 18 de abril de 1999 pelos astrônomos R. L. Millis e Marc W. Buie.

## Órbita
A órbita de 1999 HG12 tem uma excentricidade de 0.153 e possui um semieixo maior de 43.542 UA. O seu periélio leva o mesmo a uma distância de 36.868 UA em relação ao Sol e seu afélio a 52.336.